# Шталь, Генрих
Генрих Шталь (нем., эст. Heinrich Stahl, ок. 1600, Ревель — 17 июня 1657, Нарва) — немецкий лютеранский священник и церковный писатель, основатель эстонской церковной литературы и письменного языка.

## Биография
Сын старшины Большой гильдии в Ревеле (ныне — Таллин), родился в Ревеле, где он посещал также школу, учился в Ростоке, Грейсвальде и Виттенберге, вероятно, около 1620—1623, стал магистром.
После возвращения в Эстляндию в 1623 сразу же был назначен пастором в Ярва-Мадисе в округе Ярва (Эстляндия делилась на округа Харью, Ляэне, Ярва, Выру и Аллентакен). Наряду с Ярва-Мадисе он управлял одновременно также соседней епархией Пеэтри. В 1627 стал старшим пастором в Ярве. Отсюда он был в 1633 приглашён в приход Кадрины в Выру. Спустя 5 лет приглашён старшим пастором собора в Ревеле и асессором восстановленной епископом Иерингом провинциальной консистории, с 1638 подписывался «Praepositus Harriae utriusque, Assessor primarius et publicus poenitentiarius».
В 1641 году стал суперинтендантом Ингерманландии, Карелии и Аллентакена. Позже был инспектором сельских церквей Эстонии, затем снова старшим пастором собора в Ревеле.

## Литературная деятельность

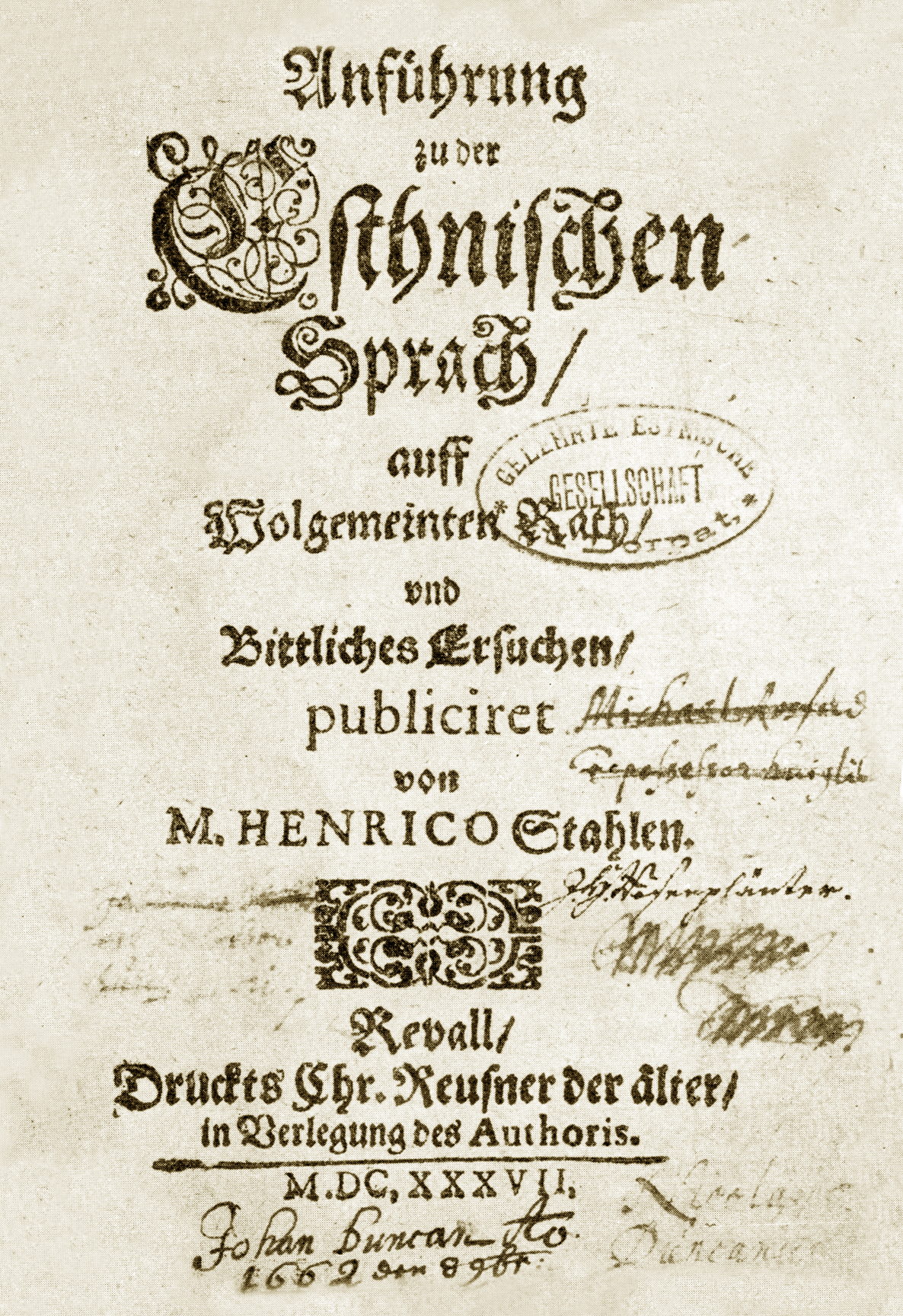
Эстонская грамматика 1637 года, написанная Генрихом Шталем

Четыре части его «Подручной и домашней книги» были напечатаны в Ревеле. В этой книге давался текст параллельно на немецком и эстонском языках.
В 1641—1649 появились 3 части его «Зеркала дилетанта».
8 марта 1641 года он читал в ревельском кафедральном соборе надгробную проповедь, которая была напечатана.
Был известен как эстонский писатель. Катехизис был первой напечатанной эстонской книгой (1632). В Кадрине в 1637 он издал первую эстонскую грамматику «Руководство по эстонскому языку» (название оригинала — «Anführung zu der Esthnischen Sprach, auff Wolgemeinten Rath, und Bittliches Ersuchen, publiciret von M. Henrico Stahlen. Revall, Druckts Chr. Reusner der älter, in Verlegung des Authoris») и издал эстонский сборник псалмов.
До недавнего времени Шталь считался создателем эстонского литературного языка, однако после того, как были найдены 39 проповедей пастора Георга Мюллера, которые он читал в 1600—1606 годах, эта честь принадлежит последнему. Шталя считали также создателем эстонского теологического понятийного аппарата, но в ревельских проповедях Георга Мюллера уже присутствуют все готовые конструкции.